# Haiku (operációs rendszer)
A Haiku egy nyílt forrású és ingyenes operációs rendszer, mely azzal a céllal indult, hogy újjáteremtsék, s kibővítve folytassák a BeOS operációs rendszert. A fejlesztés 2001-ben indult el, a projektet 2004-ig úgy ismerték, hogy OpenBeOS, de egy egyszerű szerzői jogi vita miatt nevet kellett váltani. A projekt 2008-ban "self-hosting"-á vált, amely azt jelenti, hogy az operációs rendszert akár saját korábbi verziója alatt is lehet teljeskörűen fejleszteni. Az első alpha kiadás 2009 szeptemberében, míg a második alpha kiadást 2010 májusában adták ki.
A fejlesztés koordinálását a New York-i székhelyű Haiku Inc. nonprofit szervezet végzi, melyet 2003-ban Michael Phipps alapított, és azóta is vezeti.

## Története
A Haiku OS eredetileg OpenBeOS néven jött létre, 2001-ben, abban az évben, amikor a Be, Inc.-et, a BeOS eredeti fejlesztőjét felvásárolta a Palm Inc., és a BeOS fejlesztését leállították. A projekt elsődleges célja a BeOS közösség támogatása lett, azáltal, hogy készítenek egy, a BeOS-el kompatibilis, nyílt forrású operációs rendszert. A saját szerverek és API-k (ismert úgy is, mint kitek) teljesen újra lettek írva, egy önként ajánlkozó rajongói csapat által, akik folytatni akarják a BE, Inc. által elindított operációs rendszert, platformot. A kernel a NewOS-en alapul. A mikrokernel egy korábbi Be fejlesztőmérnök munkája, s továbbfejlesztette egy „keménymag” jelzővel ellátott programozói csapat.

## Irányelvei
A fejlesztők által elsősorban személyi számítógépekre szánt operációs rendszer főként gyorsaságával, egyszerűségével, alacsony erőforrásigényével, és könnyű kiismerhetőségével szeretne teret hódítani a felhasználók között, ezért a fejlesztéskor ezen szempontokat tartják szem előtt.